# Myoxocephalus polyacanthocephalus
Myoxocephalus polyacanthocephalus är en fiskart som först beskrevs av Pallas, 1814.  Myoxocephalus polyacanthocephalus ingår i släktet Myoxocephalus och familjen simpor. Inga underarter finns listade i Catalogue of Life.